# Rhytidodus melanthes
Rhytidodus melanthes är en insektsart som beskrevs av Anufriev 1968. Rhytidodus melanthes ingår i släktet Rhytidodus och familjen dvärgstritar. Utöver nominatformen finns också underarten R. m. peninsularis.